# Vital Borkelmans
Vital Borkelmans, né le 1er juin 1963 à Maaseik en Belgique, est un ancien footballeur international belge devenu entraîneur.

## Carrière
Il commence sa carrière au Patro Eisden, qui évoluait à l'époque en division 3. En 1986, il rejoint le KSV Waregem puis le FC Bruges en 1989. Il joue 11 ans au FC Bruges et remporte de nombreux trophées. Il joue encore deux saisons à La Gantoise puis au Cercle Bruges avant de mettre un terme à sa carrière professionnelle à 41 ans. Il évolue encore une saison au KFC Evergem Center, dont il devient entraîneur la saison suivante. Il est renvoyé le 28 octobre 2006. Au début de la saison 2007-2008, il est nommé entraîneur du KSC Blankenberge, en première provinciale de Flandre-Occidentale. Il ne tient que 3 mois au club, étant licencié en octobre 2007. Enfin, en janvier 2010, il prend le relais de Patrick Asselman à la tête de Dender, alors douzième en division 2. À l'issue de la saison 2011-2012, il ne peut empêcher la rétrogradation du club, à la suite de quoi il quitte le club.
En juillet 2012, Borkelmans est choisi par Marc Wilmots, le nouveau sélectionneur des Diables Rouges, pour être son adjoint lors des qualifications pour la Coupe du monde 2014 au Brésil. Il avait auparavant refusé une offre pour être l'adjoint de Dennis Van Wijk au Royal Antwerp Football Club.

## Palmarès
- 4 fois champion de Belgique avec le FC Bruges : 1990, 1992, 1996 et 1998
- 3 fois vainqueur de la coupe de Belgique avec le FC Bruges : 1991, 1995 et 1996
- 6 fois vainqueur de la supercoupe de Belgique avec le FC Bruges : 1990, 1991, 1992, 1994, 1996 et 1998